# Bù hoãn mua

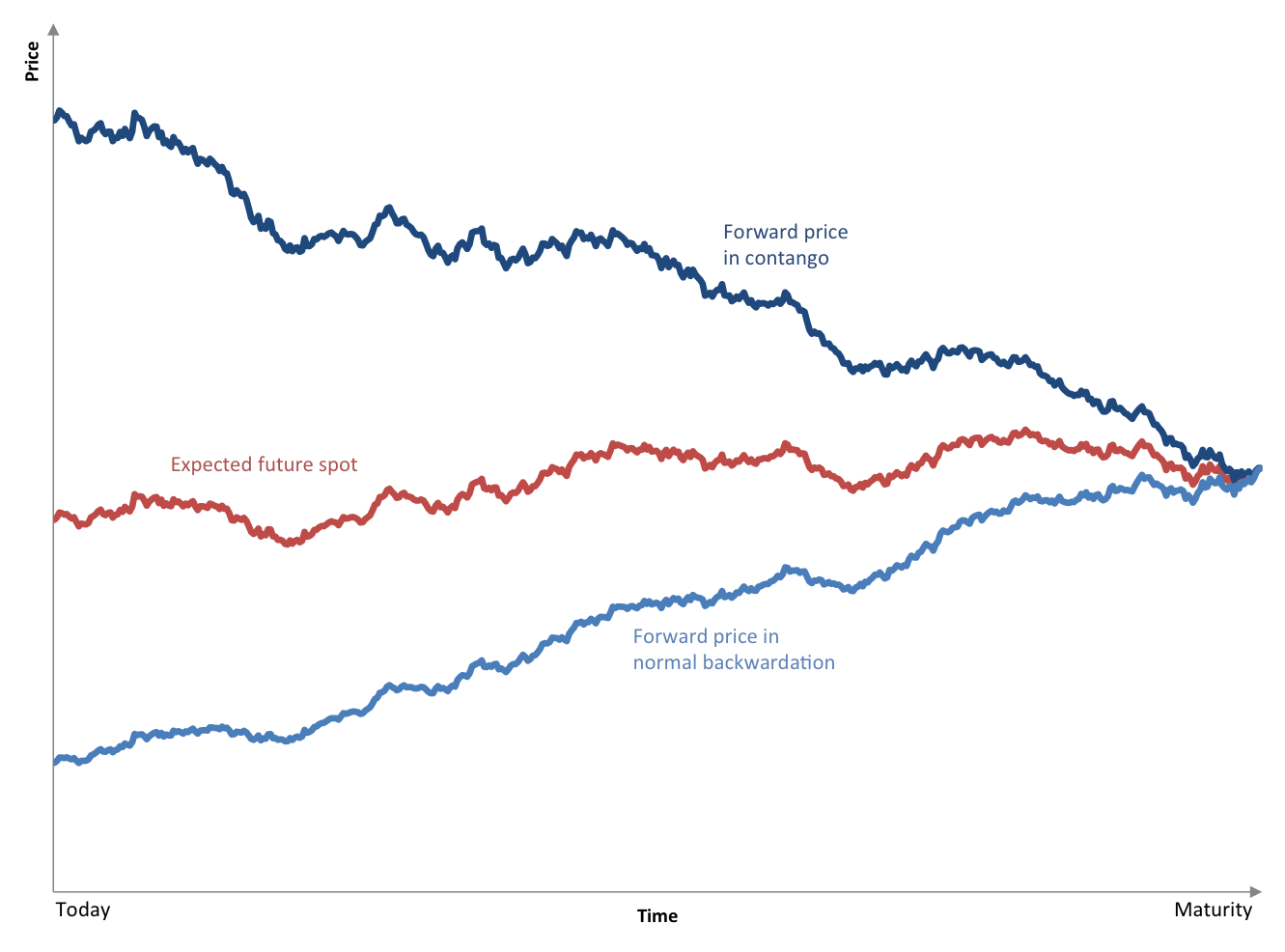
Đồ thị minh họa giá của một hợp đồng kỳ hạn đơn lẻ sẽ diễn biến như thế nào theo thời gian trong mối quan hệ với giá tương lai dự kiến tại bất kỳ thời điểm nào. Hợp đồng ở trạng thái bù hoãn mua sẽ giảm giá trị cho đến khi nó bằng giá giao ngay của tài sản cơ sở khi đáo hạn. Lưu ý rằng đồ thị này không chỉ ra đường cong kỳ hạn (được vẽ với các kỳ đáo hạn trên trục hoành).

Bù hoãn mua (tiếng Anh: Contango) là tình huống trong đó giá tương lai (hay giá kỳ hạn) của một hàng hóa cao hơn giá giao ngay được dự kiến trong tương lai cho hàng hóa đó. Trong thị trường ở tình trạng bù hoãn mua, các nhà phòng hộ (các nhà sản xuất/các nhà sử dụng hàng hóa) hay các nhà cơ lợi/nhà đầu cơ (các nhà đầu tư phi thương mại) "tự nguyện trả nhiều hơn cho hàng hóa ở thời điểm nhất định nào đó trong tương lai so với giá dự kiến thực tế của hàng hóa. Điều này là có thể vì mong muốn của người ta trong việc trả một khoản phụ phí để có được hàng hóa đó trong tương lai thay vì trả các chi phí lưu giữ và tích trữ của việc mua ngay hàng hóa đó".
Điều kiện thị trường trái ngược với bù hoãn mua được biết đến như là bù hoãn bán (tiếng Anh: normal backwardation). Một thị trường hàng hóa nào đó ở trạng thái bù hoãn bán khi giá tương lai hay giá kỳ hạn thấp hơn giá giao ngay được dự kiến trong tương lai cho hàng hóa đó. Điều này tạo thuận lợi cho các nhà đầu tư nắm trường vị (long position) do họ mong muốn và dự đoán là giá tương lai sẽ tăng lên".
Ủy ban châu Âu (CEC & 2008 6) mô tả bù hoãn bán và bù hoãn mua trong mối tương quan với giá tương lai như sau: "Giá tương lai có thể hoặc là cao hơn hoặc là thấp hơn so với giá giao ngay. Khi giá giao ngay cao hơn giá tương lai, thị trường được gọi là ở tình trạng bù hoãn bán. Nó thường được gọi là "bù hoãn bán thông thường" do người mua [hợp đồng] tương lai được tưởng thưởng vì rủi ro mà ông/bà ta gánh lấy thay cho người sản xuất. Nếu giá giao ngay thấp hơn giá tương lai, thị trường ở tình trạng bù hoãn mua".
Đường cong tương lai hay đường cong kỳ hạn sẽ là nghiêng dốc lên phía trên điển hình (nghĩa là "thông thường"), do các hợp đồng cho những khoảng thời gian xa hơn thông thường sẽ giao dịch ở các mức giá cao hơn (Các đường cong được đề cập tới vẽ giá thị trường cho các hợp đồng khác nhau với các thời gian đáo hạn khác nhau—xem cấu trúc thời hạn của lãi suất). "Nói khái quát hơn thì bù hoãn bán phản ánh quan điểm của đa số thị trường cho rằng giá giao ngay sẽ giảm, và bù hoãn mua là cho rằng giá giao ngay sẽ tăng. Cả hai tình huống đều cho phép các nhà đầu cơ (các thương nhân phi thương mại) kiếm lợi nhuận".
Bù hoãn mua là thông thường đối với một hàng hóa không mau hỏng có chi phí tích trữ. Các chi phí như vậy bao gồm phí thuê kho tàng và tiền lãi mất đi từ lượng tiền bị giữ lại, trừ đi thu nhập từ cho thuê hàng hóa nếu như có thể (chẳng hạn như vàng). Đối với các hàng hóa mau hỏng, các chênh lệch về giá giữa giao hàng thời gian gần và xa không phải là bù hoãn mua. Trong trường hợp này các ngày giao hàng khác nhau trên thực tế là những mặt hàng khác nhau, chẳng hạn những quả trứng tươi ngày hôm nay thì chắc chắn không còn là tươi trong khoảng thời gian 6 tháng sau đó, hay trái phiếu kho bạc kỳ hạn 90 ngày sẽ đáo hạn v.v.

## Mô tả
Đường cong kỳ hạn thông thường vẽ giá của nhiều loại hợp đồng cho cùng một loại hàng hóa nhưng có kỳ đáo hạn khác nhau, nghiêng hướng lên trên. Chẳng hạn, một hợp đồng kỳ hạn dầu mỏ 12 tháng trong tương lai được bán với giá $100 ngày hôm nay, trong khi giá giao ngay hôm nay là $75. Giá giao ngay được dự kiến cho 12 tháng tới trên thực tế có thể vẫn chỉ là $75. Mua một hợp đồng với mức giá cao hơn $75 coi như là thua lỗ ("khoản lỗ" này sẽ là $25 nếu hợp đồng được mua với giá $100) cho người "mua trước" thay vì chờ đợi thêm 12 tháng để mua với giá giao ngay khi đó khi thực sự cần tới lượng dầu mỏ này. Nhưng ngay cả khi như vậy thì vẫn có sự hữu dụng cho người mua kỳ hạn trong giao dịch này. Kinh nghiệm cho thấy các hộ tiêu dùng cuối lớn của hàng hóa (như các nhà máy lọc dầu, các công ty xay xát sử dụng một lượng lớn ngũ cốc) hiểu rõ rằng giá giao ngay [trong tương lai] là không thể dự đoán được. Chốt giá tương lai ngay từ bây giờ đặt người mua "lên hàng đầu" trong việc nhận hàng mặc dù hợp đồng sẽ hội tụ về giá giao ngay khi đáo hạn như chỉ ra trong biểu đồ. Trong các thị trường không chắc chắn, nơi các hộ tiêu dùng cuối phải luôn luôn có một lượng hàng đầu vào tồn kho nhất định, thì sự kết hợp giữa mua hàng kỳ hạn/tương lai và mua hàng giao ngay làm giảm độ không chắc chắn. Một nhà máy lọc dầu có thể mua 50% hàng giao ngay và 50% hàng giao kỳ hạn, với trung bình giá phải thanh toán là $87,50 trên một thùng (bao gồm một thùng với giá giao ngay là $75 và một thùng với giá kỳ hạn là $100). Chiến lược này cũng có hiệu quả về mặt lợi nhuận không dự kiến trước hay lợi nhuận "trời cho": Nếu hợp đồng kỳ hạn 12 tháng được mua với giá $100 nhưng giá giao ngay vào thời điểm đáo hạn là $150 thì nhà máy lọc dầu sẽ nhận một thùng dầu chỉ với giá $100 và mua một thùng khác với giá giao ngay là $150, hay trung bình là $125 mỗi thùng thay vì phải mua cả hai thùng với giá giao ngay khi đó là $150, và tiền lãi thu được là $25/thùng so với giá giao ngay tại thời điểm đó.
Người bán cũng có thể thích "bán trước" (dân dã gọi là bán lúa non) do điều này giúp họ chốt được luồng thu nhập. Những người nông dân là một ví dụ điển hình: bằng việc bán trước sản phẩm khi nó vẫn còn ở ngoài đồng hay chưa đủ quy chuẩn để xuất chuồng thì họ có thể chốt được giá và có thu nhập, giúp họ trở thành đủ tư cách tại thời điểm hiện tại để có thể có các khoản vay mượn tín dụng.
Biểu đồ "vòng đời một hợp đồng tương lai đơn lẻ" (như chỉ ra trong hình) cho thấy nó hội tụ về phía giá giao ngay. Hợp đồng bù hoãn mua để giao hàng trong tương lai, được bán ra ngày hôm nay, là có một khoản phụ phí cộng thêm vào giá cho việc mua hàng hóa đó ngày hôm nay và thực hiện giao hàng ngay. Hợp đồng bù hoãn bán được bán ra ngày hôm nay và đường biểu diễn giá của nó sẽ hướng lên trên tới mức giá giao ngay vào thời điểm đóng hợp đồng. Các tài sản là giấy tờ cũng không khác biệt: Chẳng hạn, một công ty bảo hiểm có một luồng thu nhập ổn định từ các khoản phí thu được và một luồng chi trả ổn định từ các yêu cầu thanh toán. Thu nhập phải được đầu tư vào các tài sản mới và các tài sản hiện có phải bán đi để chi trả các yêu cầu thanh toán. Bằng việc đầu tư vào mua và bán một số trái phiếu "kỳ hạn" bổ sung cho việc mua và bán giao ngay, công ty bảo hiểm đó có thể làm phẳng các thay đổi trong danh mục đầu tư của mình cũng như trong thu nhập được dự kiến trước.
Bù hoãn mua lưu giữ dầu mỏ được công ty lưu giữ dầu mỏ Thụy Điển Scandinavian Tank Storage AB và người sáng lập ra nó là Lars Jacobsson giới thiệu với thị trường vào đầu thập niên 1990 bằng cách sử dụng các kho tàng khổng lồ của quân đội để hạ các chi phí "tính toán" của việc lưu giữ nhằm tạo ra tình huống bù hoãn mua từ một thị trường "phẳng lặng".
Bù hoãn mua là một cái bẫy tiềm ẩn đối với các thương nhân không cẩn thận. Các quỹ giao dịch trên sàn chứng khoán (ETF) cung cấp một cơ hội cho các nhà đầu tư nhỏ tham gia vào thị trường hàng hóa tương lai, là thị trường quyến rũ trong các thời kỳ lãi suất thấp. Giai đoạn từ năm 2005 tới năm 2010 số lượng các quỹ ETF dựa theo hàng hóa tương lai đã tăng từ 2 lên 95, với tổng tài sản quản lý tăng từ 3,9 tỷ lên gần 98 tỷ USD trong cùng kỳ. Do hành trình thông thường của hợp đồng tương lai trong thị trường bù hoãn mua là suy giảm về giá, một quỹ bao gồm các hợp đồng như vậy mua các hợp đồng ở mức giá cao (mua trước) và sau đó đóng chúng lại theo mức giá giao ngay thường là thấp hơn. Lượng tiền thu được từ việc chốt được giá thấp để đóng lại các hợp đồng sẽ không mua được cùng một lượng các hợp đồng mới ở mức giá cao của mua trước. Các quỹ có thể và đã mất tiền ngay cả trong trường hợp thị trường tương đối ổn định. Có các chiến lược để giảm nhẹ vấn đề này, bao gồm cho phép ETF tạo ra một kho dự trữ kim loại quý phục vụ cho mục đích cho phép các nhà đầu tư đầu cơ trên các dao động về giá trị của nó. Nhưng các chi phí lưu giữ sẽ rất biến động, và các thỏi đồng lại cần nhiều không gian lưu trữ hơn đáng kể, và vì thế là chi phí tích trữ, so với vàng, và sẽ làm cho giá xuống thấp hơn trên thị trường thế giới: người ta vẫn không rõ là mô hình làm việc tốt với vàng liệu có làm được như vậy với các hàng hóa khác hay không. Những người mua ở quy mô công nghiệp các mặt hàng chủ lực, khi so sánh với các nhà đầu tư bán lẻ nhỏ, nắm được ưu thế trong các thị trường tương lai. Chi phí nguyên liệu của hàng hóa chỉ là một trong nhiều yếu tố ảnh hưởng tới chi phí tài chính và giá cả của họ. Chiến lược giá bù hoãn mua làm cho các nhà đầu tư nhỏ lẻ ngạc nhiên lại là hiển nhiên về mặt trực giác đối với các nhà quản lý của các hãng lớn, những người phải quyết định có nhận hàng ngày hôm nay theo giá giao ngay ngày hôm nay và lưu trữ nó cho bản thân họ hay trả nhiều hơn cho hợp đồng kỳ hạn để một ai đó thay họ thực hiện việc lưu giữ hàng.
Bù hoãn mua không được vượt quá chi phí tích trữ, do các nhà sản xuất và các nhà tiêu dùng có thể so sánh giá của hợp đồng tương lai với giá giao ngay cộng chi phí lưu giữ và chọn phương án tốt hơn. Các nhà cơ lợi có thể đồng thời bán ra một hợp đồng và mua lại một hợp đồng khác để thu lợi nhuận không rủi ro về mặt lý thuyết (xem Định giá hợp lý—tương lai). EU mô tả hai nhóm người chơi trên thị trường hàng hóa tương lai, bao gồm các nhà phòng hộ (các nhà sản xuất và các nhà tiêu dùng hàng hóa) và nhóm các nhà cơ lợi/nhà đầu cơ (các nhà đầu tư phi thương mại).
Nếu có sự thiếu hụt kỳ hạn gần thì việc so sánh giá được phân tích chi tiết và bù hoãn mua có thể giảm xuống hay thậm chí đảo ngược hoàn toàn sang trạng thái gọi là bù hoãn bán. Trong trạng thái này, giá kỳ hạn gần lại cao hơn giá kỳ hạn xa do người tiêu dùng ưu ái cho lựa chọn nhận hàng ngay thay vì chờ đợi (xem lợi tức thuận tiện), và do chỉ có ít người nắm giữ hàng có thể kiếm lợi từ thực hiện nghiệp vụ cơ lợi (acbit) bằng cách bán giao ngay và mua lại trong tương lai. Một thị trường nằm sâu trong trạng thái bù hoãn bán—nghĩa là có phụ phí cao cho hàng hóa sẵn có để giao ngay—thường là chỉ ra cảm nhận về thiếu hụt hiện tại đối với hàng hóa cơ sở. Cùng một biểu hiện như vậy, một thị trường nằm sâu trong trạng thái bù hoãn mua có thể chỉ ra cảm nhận về dư thừa cung hiện tại đối với hàng hóa đó.
Năm 2005 và 2006 cảm nhận về thiếu hụt cung sắp xảy ra đã cho một số các thương nhân nắm lấy ưu thế của bù hoãn mua trong thị trường dầu mỏ. Các thương nhân này đồng thời mua dầu mỏ và bán ra các hợp đồng tương lai. Điều này dẫn đến tình trạng một lượng lớn tàu chở dầu chở đầy dầu mỏ nằm bất động tại các cảng biển như là các kho dầu nổi (xem Thương mại lưu giữ dầu mỏ). Người ta ước tính rằng kết quả của điều này là phụ phí lên tới $10–20 một thùng đã được thêm vào giá giao ngay.
Nếu điều này là đúng thì phụ phí có lẽ đã kết thúc khi dung tích lưu giữ dầu mỏ toàn cầu bị cạn kiệt; bù hoãn mua lẽ ra phải bị trầm trọng hơn do thiếu nguồn cung kho lưu giữ để hấp thụ hết lượng cung dầu dư thừa và gia tăng thêm áp lực lên giá giao ngay. Tuy nhiên, do giá dầu mỏ và xăng vẫn tiếp tục tăng cao trong giai đoạn từ năm 2007 tới năm 2008, thực tiễn này đã gây tranh cãi nhiều tới mức vào tháng 6 năm 2008 Ủy ban Giao dịch Hàng hóa Tương lai (CFTC) Hoa Kỳ, Cục Dự trữ Liên bang (FED) và Ủy ban Chứng khoán và Sàn giao dịch Hoa Kỳ (SEC) đã quyết định thành lập đội đặc nhiệm để điều tra xem liệu điều này có diễn ra trên thực tế hay không
Bù hoãn mua dầu mỏ lại xảy ra một lần nữa vào tháng 1 năm 2009, với các nhà cơ lợi lưu giữ hàng triệu thùng dầu trong các tàu chở dầu để kiếm lợi từ bù hoãn mua (xem Thương mại lưu giữ dầu mỏ). Nhưng vào mùa hè năm đó thì đường cong giá đã phẳng đi đáng kể. Bù hoãn mua thể hiện trong dầu mỏ năm 2009 giải thích sự khác biệt giữa sự gia tăng giá giao ngay phổ quát (xuống đáy ở mức $35 và lên đỉnh ở mức $80 trong năm) và các công cụ có thể giao dịch khác đối với dầu mỏ (chẳng hạn như các hợp đồng quay vòng hay các hợp đồng tương lai kỳ hạn dài hơn) chỉ ra sự tăng giá thấp hơn nhiều. Quỹ ETF USO cũng thất bại trong việc tái tạo đặc tính của giá giao ngay dầu mỏ.

## Lãi suất
Nếu như lãi suất ngắn hạn được dự kiến là sẽ giảm trong thị trường bù hoãn mua thì điều này sẽ thu hẹp chênh lệch giữa hợp đồng tương lai và tài sản cơ sở trong trạng thái cung cấp tốt. Có điều này là do chi phí tích trữ sẽ giảm vì lãi suất thấp hơn, tới lượt nó tạo ra khác biệt nhỏ hơn giữa giá của hợp đồng tương lai và giá giao ngay của tài sản cơ sở (nghĩa là thu hẹp). Một nhà đầu tư có thể được tư vấn mua chênh lệch trong những hoàn cảnh này: đó là một giao dịch chênh lệch theo lịch trong đó thương nhân mua một công cụ kỳ hạn gần, đồng thời bán ra một công cụ kỳ hạn xa.
Ngược lại, nếu chênh lệch giữa giá tương lai giao dịch theo một tài sản cơ sở và giá giao ngay của tài sản đó giãn rộng ra, có thể là do việc tăng lãi suất ngắn hạn, thì nhà đầu tư có thể được tư vấn bán ra chênh lệch này, trong đó thương nhân bán một công cụ kỳ hạn gần và đồng thời mua một hợp đồng tương lai của tài sản cơ sở đó.

## Khủng hoảng giá lương thực thế giới năm 2007–2008
Trong bài báo đăng năm 2010 tại Harper's Magazine, Frederick Kaufman cho rằng Chỉ số hàng hóa Goldman Sachs gây ra sốc cầu về lúa mì và thị trường bù hoãn mua trên Sở giao dịch thương mại Chicago (CME), góp phần vào Khủng hoảng giá lương thực thế giới năm 2007–2008.
Trong một bài báo đăng trên The Economist năm 2010, một luận cứ cho rằng các quỹ theo dõi chỉ số (mà chỉ số hàng hóa Goldman Sachs có liên kết tới) đã không gây ra bong bóng giá. Nó mô tả một báo cáo của Tổ chức Hợp tác và Phát triển Kinh tế (OECD) có sử dụng các dữ liệu từ Ủy ban Giao dịch Hàng hóa Tương lai để viết ra việc này.